# Валденго
Валденго (итал. Valdengo) је насеље у Италији у округу Бијела, региону Пијемонт.
Према процени из 2011. у насељу је живело 1986 становника. Насеље се налази на надморској висини од 275 м.

## Становништво
| 1931. | 1936. | 1951. | 1961. | 1971. | 1981. | 1991. | 2001. | 2011. |
| ----- | ----- | ----- | ----- | ----- | ----- | ----- | ----- | ----- |
| 1.063 | 1.102 | 1.346 | 1.884 | 2.247 | 2.425 | 2.440 | 2.525 | 2.532 |